# Комодор Амига 500
Комодор Амига 500 (Amiga 500) је био кућни рачунар фирме Комодор (Commodore) који је почео да се производи у САД од 1987. године.
Користио је Motorola MC68000 као микропроцесор. RAM меморија рачунара је имала капацитет од 512 KB Chip RAM (прошириво до 9MB : 512  Chip RAM + 512 KB Slow RAM + 8 MB Fast RAM). 
Као оперативни систем кориштен је Workbench 1.2 (Early моделима).

## Детаљни подаци
Детаљнији подаци о рачунару Amiga 500 су дати у табели испод.
|                       |                                                                            |
| [ 1 ]                 |                                                                            |
| Произвођач            | Комодор                                                                    |
| Тип                   | кућни рачунар                                                              |
| Меморија              | 512 Chip RAM (прошириво до 9MB : 512 Chip RAM + 512 Slow RAM + 8 Fast RAM) |
| Поријекло             | Сједињене Америчке Државе                                                  |
| Година                | 1987                                                                       |
| Тастатура             | уграђена тастатура, 95 тастера                                             |
| Процесор              |                                                                            |
| Фреквенција процесора | 7,09379 (PAL)                                                              |
| RAM                   | 512 Chip RAM (прошириво до 9MB : 512 Chip RAM + 512 Slow RAM + 8 Fast RAM) |
| ROM                   | Kickstart 1.2: 256 (рани модели)                                           |
| Текст                 |                                                                            |
| Графика               | 320x256, 320x512, 640x256, 640x512                                         |
| Боја                  | палета: 4096                                                               |
| Звук                  | четвероканални 8-битни PCM, стерео излаз                                   |
| Димензије             | непознато                                                                  |
| Портови               |                                                                            |
| Оперативни систем     |                                                                            |

## Revizije amiga
Ревизија 3:
- Тајмер од 28 MHz може бити обезбеђен дискретним колима (раним) или (вероватно поузданијим) самосталним осцилаторима (касније), ПЦБ може да прими било коју опцију
- Аудио филтер са ниским улазом не може се искључити
- Дошао је са грбом из Тосхиба
- 8370/71 (НТСЦ / ПАЛ) "fat" Агнус
- Користи 16 256К к1 чипова за 512 КБ чипове РАМ меморије
- ПЦБ нема одредбе за лако надоградњу РАМ-а Агнус / цхип-а (ЈП2 на овој плочи има сасвим другачију употребу од наредних обрта), подразумевано је само 512 КБ чип РАМ + 512 КБ спора РАМ (на поклопцу)
Ревизија 5:
- Аудио филтер са ниским пролазом се може искључити
- Рани су и даље имали Тосхиба Гари (али су укључили транзисторски поправак), касније су користили исправљену верзију Цоммодоре
- 8370/71 (НТСЦ / ПАЛ) "масноће" Агнус
- Користи 16 256К к1 чипова за 512 КБ чипове РАМ меморије
- ПЦБ има делимичне одредбе за лако надоградњу РАМ-а Агнус / цхип-а (ЈП2 може мапирати РАМ-у на 80000 $ у "цхип РАМ простор", али и други кораци морају бити предузети)
Ревизије 6А / 7:
- Рев7 је ултра оскудан и идентичан рев6А. Зашто је то била 6А (која звучи експериментално) која је била широко распрострањена остаје мистерија.
Оно што није мистерија је да рев6А представља огромну већину продатих Амигаса и да је "де фацто" А500 матична плоча.
- Замагљује ЛЕД за напајање уместо да потпуно искључи (као код обртаја 3/5)
- Користи 4 256К к4 РАМ чипа за 512 КБ чипове РАМ меморије (банк0), са још 4 празна места (банк1). Чипови који су инсталирани тамо се обично међусобно искључују са експанзијом РАМ-а.
- Користи 8273А ЕЦС Агнус (двоструки ПАЛ / НТСЦ способан), али рани радови и даље имају 8370/71, који захтевају поправак РАМ-освјежења у близини затварача за подршку новим к4 РАМ чиповима.
- ПЦБ има пуну резерву за омогућавање 1 MB РАМ меморије (ЈП2, ЈП7А), пуном РАМ банк0 / 1 свап (ЈП3 блок), ПАЛ / НТСЦ пребацивање (ЈП4 блок) и чак може у потпуности подржати 8372Б 2 MB Агнус у једном- РАС режим (ЈП5 блок, иако 4 постојеће 256Кк4 РАМ чипове морају бити уклоњене и 4 нове 1Мк4 чипове морају бити инсталиране на претходно празним местима).